# Tat Tvam Asi
Tat Tvam Asi (in sanscrito: तत् त्वम् असि, o तत्त्वमसि, "Questo sei tu", o "Tu sei questo") è uno dei mahavakya (grandi proclamazioni) nell'induismo vedantico.
L'espressione compare per la prima volta nella Chandogya Upanishad 6.8.7 nel dialogo tra Uddalaka e suo figlio Shvetaketu; compare alla fine del capitolo e viene ripetuta come ritornello alla fine dei capitoli successivi. Un'interpretazione è quella secondo cui il sé stesso - nel suo stato puro e originario - è del tutto o in parte identico alla realtà assoluta (Brahman), che è il fondamento di tutti i fenomeni. La consapevolezza (Jnana) di questa verità provoca l'esperienza della liberazione (Moksha).
Secondo un'altra interpretazione, la formula esprime l'idea che il mondo esterno è identico all'io.
Le tre principali scuole di pensiero vedantico rappresentano diverse interpretazioni:
- l'interpretazione advaita è che tat ("quello", la realtà assoluta del Brahman) e tvam (il Sé, l'Atman) sono fondamentalmente la stessa cosa;
- l'interpretazione vishishtadvaita è che il Sé individuale è parte del tutto (tat);
- l'interpretazione dvaita è che in realtà si dovrebbe dire atat tvam asi, che significa "Tu non sei quello". La prima a è stata omessa a causa delle regole del sandhi, perché la frase precedente termina con una a lunga: sa ātmā, 'tat tvam asi ("questo è il Sé, non quello sei tu"). Quando in sanscrito una vocale "a" breve segue una lunga, la "a" breve viene omessa e i seguaci del dvaita sostengono che questo sia il caso.

Nella filosofia di Arthur Schopenhauer, questa frase occupa una posizione speciale. Ne Il mondo come volontà e rappresentazione sostenne che questa frase equivaleva al sentimento della compassione universale per il dolore comune, a sua volta assimilata all'agape cristiana che si contrappone all'egoismo dell'eros greco.